# 源義忠
源義忠（1083年—1109年3月8日）是日本平安時代後期的一位武將，為河內源氏第四代棟樑。
源義忠是源義家的第三子，母親是正室藤原有綱的女兒，「荒加賀入道」源義國是其同母弟，「惡對馬守」源義親是其異母兄，二人名氣都很差。義忠年輕時曾例如帶刀長、河内守、檢非違使等職，被父親源義家評價稱與祖父源賴義很相似。
嘉承元年（1106年）父親死後，義忠繼承家督之位。由於异母兄源義親在西國叛亂被伊勢平氏的平正盛平定，伊勢平氏獲得白河上皇的重用，河內源氏勢力衰退。為與新興的伊勢平氏搞好關係，他和平正盛的女兒結婚，並成為平正盛嫡子的烏帽子親，賜予其偏諱「忠」字，取名平忠盛。源義家還積極參與院政並且努力維持與攝關家的關係，被評論為「天下榮名」。然而與新興的伊勢平氏結為對等關係引起家族內部成員的不滿。其叔父源義光就對義忠權勢之高非常不滿，欲取而代之。天仁二年（1109年）2月3日，鹿島三郎（義光長男源義業的妻舅）對其進行暗殺，義忠重傷，兩天後死去，時年27歲。鹿島三郎逃往義光的兄弟快譽居住的園城寺以求保護，被快譽殺死。此即為著名的源義忠暗殺事件。源義綱、源義光兩位重要的家族成員受到此次事件的牽連，河內源氏走向沒落。